# Иввавик
Иввавик (на английски: Ivvavik National Park) е най-северният национален парк на Канада. Намира се в северната част на територията Юкон, на около 800 км северозападно от Уайтхорс, Юкон, и на около 200 км западно от Инувик, Северозападни територии. Достъпът до него е основно със самолет. Поради далечното си северно разположение паркът е един от най-малко посещаваните паркове в Канада. Създаден е през 1984 г. с площ от 9750 км2. Той е първият парк в Канада, създаден чрез уреждане на претенциите за земя на коренното население.
Първоначално паркът е известен като Национален парк Северен Юкон. През 1992 г. получава новото име Иввавик, което на езика инувиалуктун означава „място за раждане и отглеждане на малките“, което се отнася до стадото карибу, което ражда малките си в парка, близо до брега на море Бофорт.
Паркът е известен със своето разнообразие на природни зони, от високи голи планини до широки речни долини, тундра и арктическото крайбрежие. Паркът изобилства с диви животни. Тук се намира най-северната популация в Канада на лосове и овца на Дал. Стадото карибу живее в парка през по-голямата част от годината. Срещат се още бели мечки, мечки гризли, черни мечки и мускусни бикове. Реките в парка са важни за размножаването на рибата в Арктика. Паркът се намира в съседство с националния резерват Аляска на дивата природа, който се намира на запад.